# Take Me Home (album, One Direction)
Take Me Home je druhé studiové album irsko-britské skupiny One Direction, vydané 8. listopadu 2012. Album vyšlo u vydavatelství Columbia Records a Syco Records, producenty byli Carl Falk, Rami Yacoub, Ed Sheeran, Shellback a Dr. Luke. První singl s názvem „Live While We're Young“ vyšel 28. září 2012. Před oficiálním vydáním unikly na veřejnost dvě písně: „Rock Me“, „They Don't Know About Us“.

## Seznam skladeb
1. „Live While We're Young“
2. „Kiss You“
3. „Little Things“
4. „C'mon, C'mon“
5. „Last First Kiss“
6. „Heart Attack“
7. „Rock Me“
8. „Change My Mind“
9. „I Would“
10. „Over Again“
11. „Back for You“
12. „They Don't Know About Us“
13. „Summer Love“

Bonusové skladby
1. „She's Not Afraid“
2. „Loved You First“
3. „Nobody Compares“
4. „Still The One“
5. „Truly, Madly, Deeply“ (na japonské edici)
6. „Magic“ (na japonské edici)
7. „Irresistible“ (na japonské edici)